# Црква светог Преображења Господњег (Деска)
Црква светог Преображења Господњег је један од православних храмова Српске православне цркве у Дески (мађ. Deszk). Црква припада Будимској епархији Српске православне цркве.
Црква је посвећена светом Преображењу Господњем. 

## Историјат
Црква у Дески датира још из периода када је била спахилук Ђурђа Бранковића.Скромна богомоља је саграђена у другој половини 17. века. 
Нова црква посвећена Преобрађењу господњем је грађена од тврдог материјала у 18. веку. Црква је у буни 1848. године спаљена и порушена, када је изгорео и архив Српске православне парохије. Тада је спаљено село и привремено опустошено.
Нова црква посвећена Преображењу Господњем је подигнута касније.Приликом обнове села подигнута је садашња црква која је завршена 1859. године. Година је изведена у штуко-малтеру на западној фасади изнад врата. Године 1863. је завршен торањ, а та година се налази на металној капи.
Дешчанска црква је прво припадала Арадској епархији, потом Темишварској и од 1920. припада Будмској епархији. 
Црква сапада у ред већих сеоских црквених грађевина. Олтарски преграда је столарски рад боље израде која је мерморирана и обојена зеленосиво. Иконе су у позлаћеним оквирима, на којима се само на горњој страни налазе дуборезбарни украси. Царске и бочне двери су урађене у дуборезу.
Дешчанска црква има вредан иконостас који је 1899-1900 године радио Душан Алексић. Царске, јужне и северне двери, као и икона Тајна вечера су рад мало познатог сликара који се потписивао са Николић.
Црква светог Преображења Господњег у Дески је парохија Архијерејског намесништва мохачког чији је Архијерејски намесник Протојереј-ставрофор Илија Галић. Администратор парохије је протонамесник Светомир Миличић.